# Чемберлен, Алан
А́лан Че́мберлен (англ. Alan Chamberlain; 1 января 1943 — сентябрь 2021) — английский профессиональный рефери снукера и английского бильярда. Проживает в Уигане, Англия.

## Карьера
Начал свою карьеру судьи в середине 1960-х, однако получил профессиональный статус только в 1981 году. Первым матчем профессионального турнира, на котором работал Чемберлен, стала игра между Стивом Даггэном и Бобом Харрисом в 1983 году на Lada Classic, а первым телевизионным матчем — игра между Марком Уайлдмэном и Клиффом Торбурном на Гран-при 1983 года. Алан Чемберлен судил множество известных матчей, среди которых финалы чемпионата мира по снукеру 1997 года, Мастерс 1998, Charity Challenge 1997 и Мастерс 2000. На протяжении многих лет Алан был одним из ведущих рефери в снукере, однако в 2010 году, после чемпионата мира он объявил о частичном завершении своей карьеры. Причиной этого решения, по словам Чемберлена, стала крайне маленькая зарплата. Таким образом, после 29 лет профессионального судейства Алан Чемберлен прекратил своё сотрудничество с WPBSA в качестве официального рефери и теперь будет обслуживать турниры другого типа (Championship League).
В 2010 году Чемберлен введён в состав директоров WPBSA, где в его сферу деятельности входили правила и положения снукера.